# Bomolocha lyrcursalis
Bomolocha lyrcursalis är en fjärilsart som beskrevs av Walker 1859. Bomolocha lyrcursalis ingår i släktet Bomolocha och familjen nattflyn. Inga underarter finns listade i Catalogue of Life.